# Décennie 1740 en arts plastiques
Chronologie des arts plastiques
Années 1730 - Années 1740 - Années 1750
Cet article concerne les années 1740 en arts plastiques.

## Événements
- 1746-1755 : séjour de Canaletto en Angleterre[1].

## Réalisations
- 1739-1745 : La Fontaine des saisons, rue de Grenelle, à Paris, sculpture de Edmé Bouchardon[2].
- 20 novembre 1740 : installation de Neptune et Amphitrite, sculpture d’Adam l'Aîné pour le bassin de Neptune dans le parc de Versailles[3].
- 1740 :
  - le peintre français Jean Siméon Chardin offre au roi Louis XV une version du Bénédicité présentée au Salon[4].
  - Le Triomphe de Vénus, toile de François Boucher[5].

- 1740-1745 : Vue du bassin de Saint-Marc, toile de Canaletto[6].
- 1742 :
  - Diane sortant du bain, toile de François Boucher[5].
  - Un lièvre et un gigot d'agneau, tableau de Jean-Baptiste Oudry[7].
- 1743 : La famille de Philippe V, toile de Louis-Michel van Loo[8].
- Vers 1743-1744 : Apollon et Daphné, toile de Giambattista Tiepolo[9].

- 1743-1745 : William Hogarth peint la série Marriage A-la-Mode[10].
- 1744 :
  - Le Bénédicité, variante de Chardin datée et signée[4].
  - San Pedro Bautista y compañeros franciscanos mártires de Japón, gravure la plus importante du graveur philippin Laureano Atlas représentant les Vingt-six martyrs du Japon[11].
- Décembre 1745 : Guillaume Coustou achève Les Chevaux de Marly, groupe sculpté pour le parc de Marly[12].
- 1745 : le peintre italien Giovanni Battista Piranesi commence les croquis pour ses Carceri d'Invenzione (Les Prisons imaginaires)[13].
- Vers 1745 : Henri III reçu à la villa Contarini, fresque de Giambattista Tiepolo[14].

- 1746-1747 : Giambattista Tiepolo peint les fresques de l'Histoire de Cléopâtre au Palais Labia à Venise[9]
- 17 octobre 1747 : William Hogarth annonce la publication de sa nouvelle série douze estampes intitulée Industry and Idleness[15].

- Vers 1748-1749 : le peintre britannique Thomas Gainsborough peint son Robert Andrews et Marie, sa femme[16].
- 1749 : 
  - Procession des chevaliers de l’Ordre du Bain devant l’abbaye de Westminster, toile de Canaletto[17].
  - Un automne pastoral ou Pastorale avec un couple près d'une fontaine, tableau de François Boucher[18].

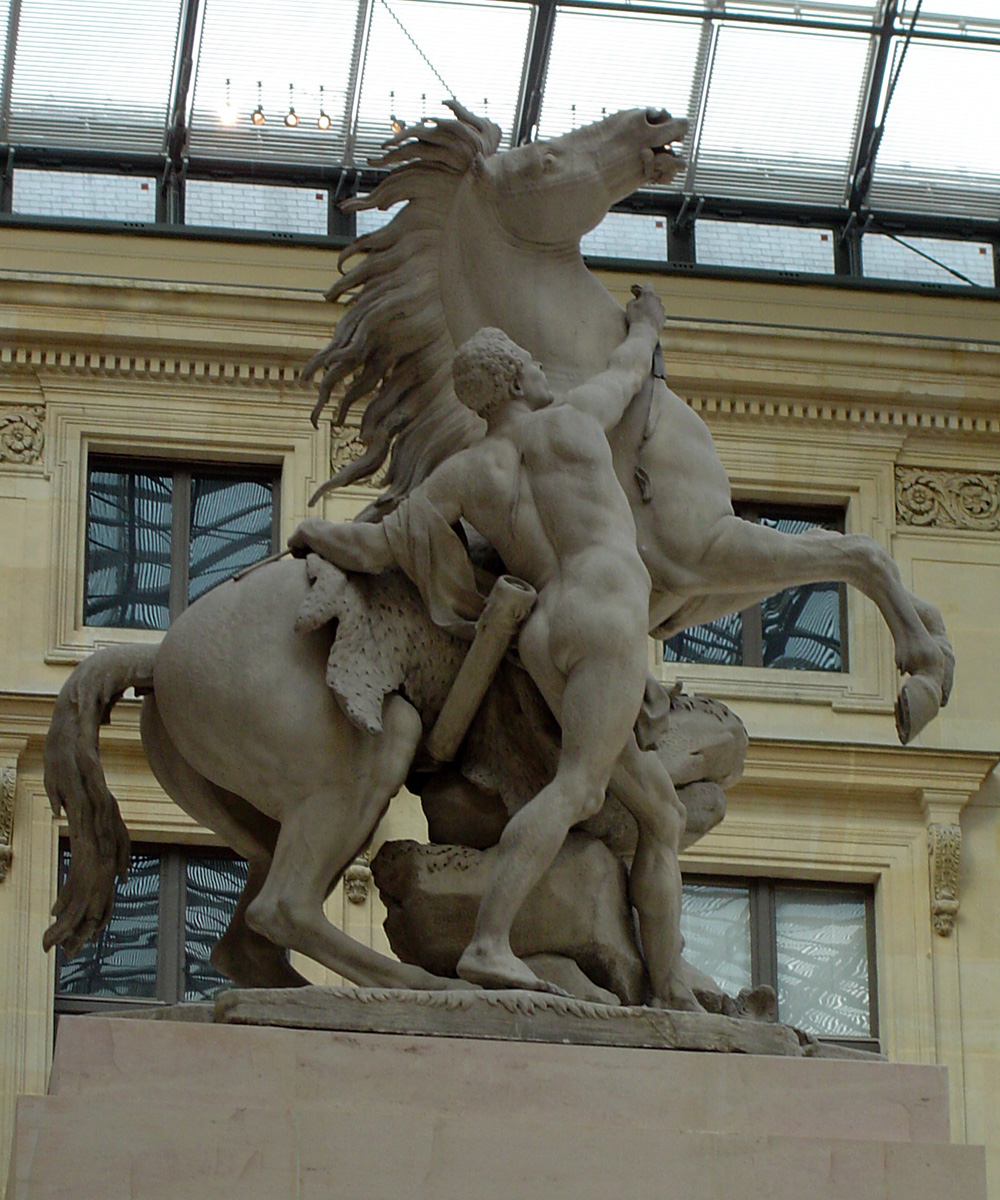
Un des deux Chevaux de Marly, Louvre.
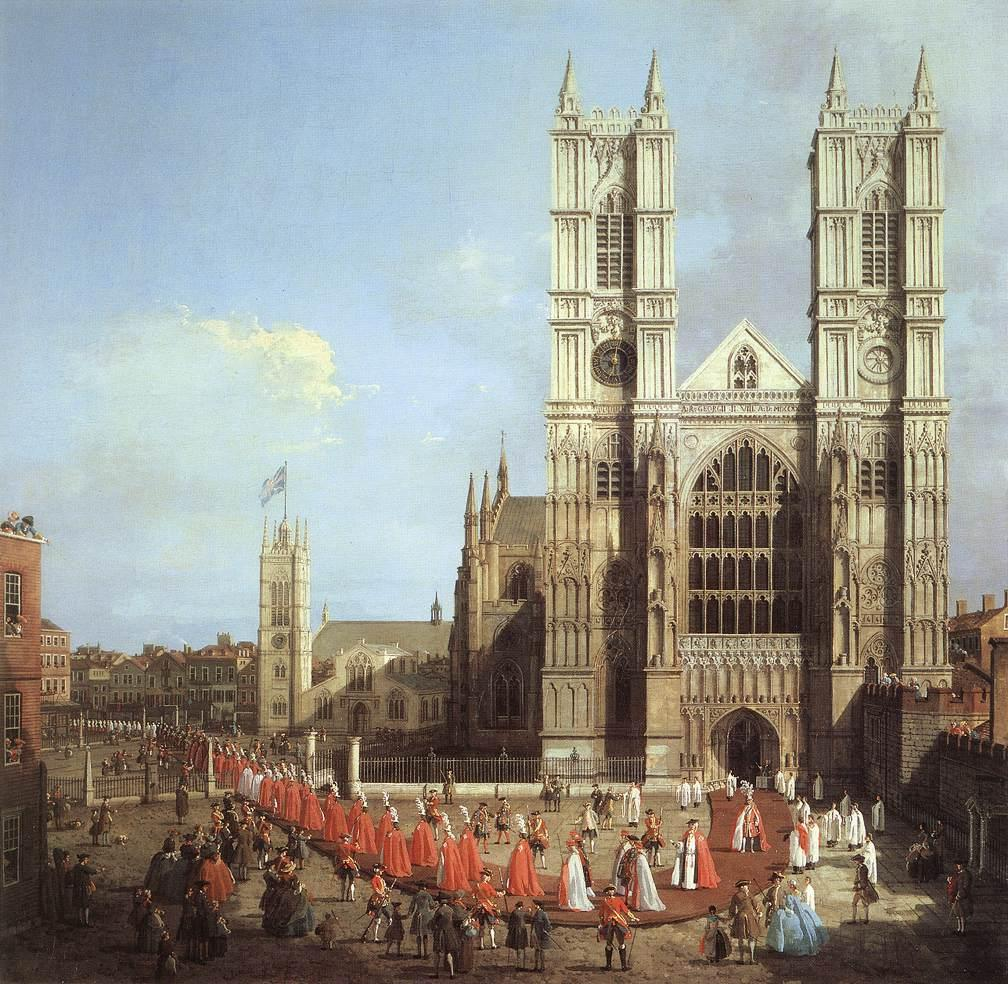
Procession des chevaliers de l’Ordre du Bain devant l’abbaye de Westminster, Canaletto.